# 안성 안성공원 삼층석탑
안성 안성공원 삼층석탑은 경기도 안성시 낙원동, 낙원역사공원에 있는 삼층석탑이다. 1986년 5월 22일 안성시의 향토유적 제18호로 지정되었다.

## 개요
이 탑은 갑석과 삼층의 탑신부만 남아 있으며, 안성 시내 주변에서 각 부재를 수습하여 이곳으로 옮겨온 것이다. 
탑의 중적 부재는 고려시대에 조성된 것으로 추정되며, 보존이 양호하다. 원래는 기단석과 지대석이 있었을 것으로 보이는데, 현재는 시멘트 지대위에 석탑을 건립해 놓았다. 
1층 탑신석 남쪽 면에는 문비의 흔적이 있으며, 나머지 삼면에는 두광과 신광을 갖춘 좌상이 1구식 새겨져 있다. 1층 탑신석에만 우주가 모각되어 있고. 2 • 3층 탑신석에는 우주가 없다. 1 • 2층 옥개석의 형식은 같으나 3층 옥개석 상면은 삼층 탑신석의 일부분으로 사용되고 있다. 석탑의 전체 높이는 208cm이다.

## 참고 자료
- 안성공원삼층석탑 - 안성문화관광/시지정문화재